# Getting Ready...
| 전문가 평가                                 | 전문가 평가 |
| 평가 점수                                   | 평가 점수   |
| 출처                                        | 점수        |
| ------------------------------------------- | ----------- |
| AllMusic                                    | [ 1 ]       |
| Los Angeles Times                           | [ 2 ]       |
| MusicHound Blues: The Essential Album Guide | [ 3 ]       |
| The Rolling Stone Album Guide               | [ 4 ]       |
| The Virgin Encyclopedia of the Blues        | [ 5 ]       |

《Getting Ready...》는 미국의 블루스 음악가 프레디 킹이 1971년에 발표한 스튜디오 음반이다. 이 음반은 그가 셸터 레코드에서 발표한 세 장의 음반 중 첫 번째 작품이다. 음반에는 프레디 킹의 대표곡 중 하나로 자리 잡은 〈Going Down〉이 수록되어 있다. 킹은 《Getting Ready...》 발매 이후 북아메리카 투어를 통해 음반을 홍보하였다.

## 배경
이 음반은 테르마 체스 스튜디오에서 녹음되었고, 아던트 스튜디오에서 믹싱되었다. 프로듀싱은 셸터 레코드의 수장이었던 리언 러셀과 돈 닉스가 맡았다. 프레디 킹은 러셀이 피아노를, 도널드 덕 던이 베이스를, 척 블랙웰이 드럼을, 돈 프레스턴이 기타를 연주하는 등 여러 연주자들의 반주를 받았다. 킹은 깁슨 레스폴을 연주하였으며, 자주 음을 구부리고 코드를 회피하는 연주 스타일 덕분에 자신의 악기가 바이올린과 유사한 소리를 낸다고 여겼다.
〈Key to the Highway〉는 빅 빌 브룬지의 곡으로, 스튜디오 버전에서는 킹의 대부분 라이브 버전과는 달리 록 스타일이 아닌 좀 더 느긋하고 그루브 중심적인 스타일로 연주되었다. 〈Dust My Broom〉은 엘모어 제임스의 곡을 커버한 것이며, 〈Five Long Years〉는 에디 보이드가 작곡하였다. 셸터 소속으로 활동했던 지미 로저스는 〈Walking by Myself〉를 작곡하였다.

## 곡 목록
| #   | 제목                      | 작사·작곡                | 재생 시간 |
| --- | ------------------------- | ------------------------ | --------- |
| 1.  | 〈Same Old Blues〉        | 돈 닉스                  | 3:57      |
| 2.  | 〈Dust My Broom〉         | 엘모어 제임스            | 3:10      |
| 3.  | 〈Worried Life Blues〉    | 빅 메세오 메리웨더       | 2:50      |
| 4.  | 〈Five Long Years〉       | 에디 보이드              | 4:20      |
| 5.  | 〈Key to the Highway〉    | 찰리 시거, 빅 빌 브룬지  | 3:24      |
| 6.  | 〈Going Down〉            | 닉스                     | 3:21      |
| 7.  | 〈Living on the Highway〉 | 닉스, 리언 러셀          | 4:14      |
| 8.  | 〈Walking by Myself〉     | 지미 로저스              | 2:50      |
| 9.  | 〈Tore Down〉             | 프레디 킹                | 4:09      |
| 10. | 〈Palace of the King〉    | 닉스, 도널드 덕 던, 러셀 | 3:38      |